# 안계군 (1703년)
안계군 이지(安溪君 李墀, 1703년 ~ 1738년 7월 15일)은 조선 후기의 왕족 종실이다. 인조의 아들 인평대군의 서손으로, 호적상 능창대군의 증손자에 해당된다. 사후에 군으로 추증되었다.

## 생애

### 이력
1710년 안계부수(安溪副守)에 책봉되었으며 1718년 안계수(安溪守)에 진봉되었는데 20년 후 1738년에 만성 소갈증으로 투병타가 향년 36세로 훙서하였다.
사후 아들 둘이 후사없이 일찍 죽어, 태종의 아들 양녕대군의 후손 호의 아들 진벽을 사후양자로 입계하였다. 1794년(정조 17) 2월 5일 양자 이진벽이 종2품 동지에 임명되면서 증직으로 증 안계군(安溪君)에 추증되었다. 시신은 양주군 와부면 팔당리(현 경기도 남양주시 와부읍 팔당리)에 안장되었다. 후일 대한민국 시대에 경기도 포천시 신북면 신평리 인평대군 묘역 근처로 이장됐다.
아들 이충완, 이범석이 모두 일찍 죽어 양녕대군의 13대손이자 이호(李壕)의 아들 이진벽을 양자로 삼았다.

## 가족 관계
- 조부 : 복녕군
- 아버지 : 의원군 이혁
- 적모 : 군부인 안동 권씨, 군수 권덕광(權德廣)의 딸
  - 이복 형 : 이유일(李有一)
  - 이복 형 : 안흥군 이숙
- 생모 : 첩실 광성 김씨
  - 동복 서 여동생 : 전주 이씨
  - 동복 서 매부 : 성수익(成壽益)
- 부인 : 군부인 양천허씨, 허급(許級)의 딸
  - 아들(장자) : 이충완(李忠完, 요절)
  - 아들(차자) : 이범석(李範錫, 혼인 이후 후사 없이 병사)
  - 양자(양삼자) : 이진벽(李鎭壁, 양녕대군의 13대손이자 이호(李壕)의 아들)
  - 딸 : 4명